# Милтиадис Агатоникос
Милтиадис Агатоникос (на гръцки: Μιλτιάδης Αγαθόνικος Θεσσαλονικεύς) е гръцки просветен деец и революционер.

## Биография
Роден е в Солун с истинското име Милтиадис Хадзинану (Μιλτιάδης Χατζηνάνου). Носи прякора Солуначанин (Θεσσαλονικεύς). Става член на Филики Етерия. След създаването на гръцката държава, той служи като секретар на министерствата на правосъдието и вероизповеданията. Част от архива му с важни свидетелства за Гръцката революция от 1821 година е в сборника на Историческото и етноложкото дружество. Преподава в различни училища в началото на XIX век: гръцкото училище в Нови Сад, гръцкото училище в Брашов, училището в Тирнавос около 1819 година, училището в Зитуни (Ламия) (1819 - 1820), училището в Загора, Тесалия (1820 - 1821).
Негов син е Ахилеас Агатоникос (1832 - 1892), гръцки юрист и писател.